# NGC 1984
NGC 1984 је расејано звездано јато у сазвежђу Златна риба које се налази на NGC листи објеката дубоког неба.
Деклинација објекта је - 69° 8' 4" а ректасцензија 5h 27m 41,0s. Привидна величина (магнитуда) објекта NGC 1984 износи 10,0 а фотографска магнитуда 10,0. NGC 1984 је још познат и под ознакама ESO 56-SC132.